# Ca l'Armangué
Ca l'Armangué és un edifici del municipi de Sant Andreu de la Barca (Baix Llobregat) que forma part de l'Inventari del Patrimoni Arquitectònic de Catalunya.
Cal destacar el seu caràcter popular. La façana principal està afectada per un magatzem, la porta principal està emmarcada amb dovelles de pedra rogenca i a sobre podem observar una llinda amb mènsules als extrems.